# Jannis Panagiotidis

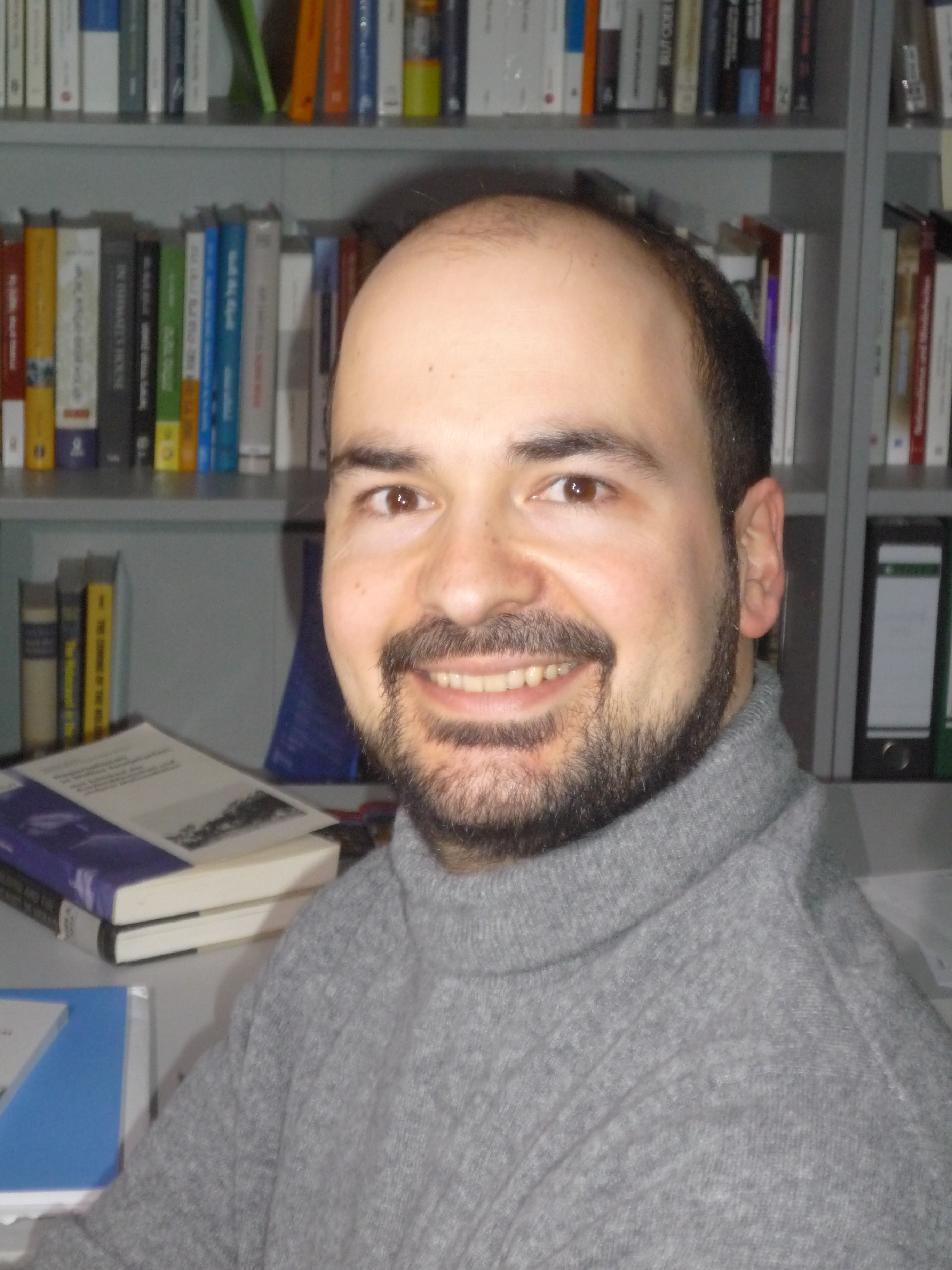
Jannis Panagiotidis (2015)

Jannis Panagiotidis (* 6. März 1981 in Korbach) ist ein deutscher Historiker und wissenschaftlicher Direktor des Forschungszentrums für die Geschichte der Transformationen an der Universität Wien. Seine Forschungsschwerpunkte sind Migrationsforschung sowie Geschichte der Russlanddeutschen.

## Leben
Panagiotidis studierte Osteuropäische Geschichte und Internationale Beziehungen an der Universität Tübingen und an der Nationalen und Kapodistrias-Universität Athen. Mit der Dissertation “Laws of Return? Co-Ethnic Immigration to West Germany and Israel (1948-1992)” promovierte er im Jahr 2012 am Europäischen Hochschulinstitut in Florenz. Sein Doktorvater ist der spätere Wittgenstein-Preis-Träger Philipp Ther.
Nach Forschungsaufenthalten an der Universität Haifa, dem Imre-Kertész-Kolleg an der Universität Jena und dem Friedrich-Meinecke-Institut an der Freien Universität Berlin erhielt er im Jahr 2014 die Juniorprofessur für Migration und Integration der Russlanddeutschen am Institut für Migrationsforschung und Interkulturelle Studien (IMIS) an der Universität Osnabrück. Seit August 2020 ist er der Wissenschaftliche Direktor am Research Center for the History of Transformations (RECET) an der Universität Wien, wo er über liberale globale Ordnungen und Bewegungsfreiheit forscht. Er ist Projektbetreuer im Forschungsverbund „Ambivalenzen des Sowjetischen“, finanziert durch die Volkswagenstiftung, und ist einer der Herausgeber bei der Zeitschrift für Migrationsforschung und dem Journal für Kultur und Geschichte der Deutschen im östlichen Europa (JKGE).
Das Vorwort zu seinem neuesten Werk Postsowjetische Migration in Deutschland: Eine Einführung verfasste der deutsche Politiker und Abgeordnete des Europäischen Parlaments Sergey Lagodinsky. Das Buch wurde als wegweisender Beitrag gepriesen, der Diskrepanzen aufzeigt, die zwischen den von der Migrationspolitik geschaffenen normativen Kategorien und der Selbstverortung der Migranten bestehen.
Für seine Arbeit im Bereich der Antislawismusforschung wurde er im Dezember 2022 vom Berliner Polnischen Sozialrat ausgezeichnet.

## Schriften (Auswahl)
- gemeinsam mit Hans Christian Petersen: Antiosteuropäischer Rassismus in Deutschland. Geschichte und Gegenwart, Beltz Juventa, Weinheim 2024, ISBN 978-3-7799-6823-8.
- mit Wagner, Florian (Hg.) (2023). Ausweisen – Rückführen – Abschieben, Zeithistorische Forschungen 20 (2023), Heft 1.
- Panagiotidis, Jannis (2021). Postsowjetische Migration in Deutschland. Eine Einführung. Weinheim: Beltz Juventa, ISBN 978-3-7799-3913-9.
- Panagiotidis, Jannis (2020). The power to expel vs. the rights of migrants: expulsion and freedom of movement in the Federal Republic of Germany, 1960s—1970s. In: Citizenship Studies 24, vol. 3, 301–318. doi:10.1080/13621025.2020.1714876 .
- Panagiotidis, Jannis (2019). The Unchosen Ones: Diaspora, Nation, and Migration in Israel and Germany. Bloomington: Indiana University Press, ISBN 978-0-253-04361-0.
- mit Dönninghaus, Victor; und Petersen, Hans-Christian (2018). Jenseits der „Volksgruppe“: Neue Perspektiven auf die Russlanddeutschen zwischen Russland, Deutschland und Amerika. Berlin: De Gruyter Oldenbourg, ISBN 978-3-11-050141-4.